# Тауер-Гейтвей (станція)
51°30′38″ пн. ш. 0°04′29″ зх. д. / 51.510611111111° пн. ш. 0.074772222222222° зх. д.

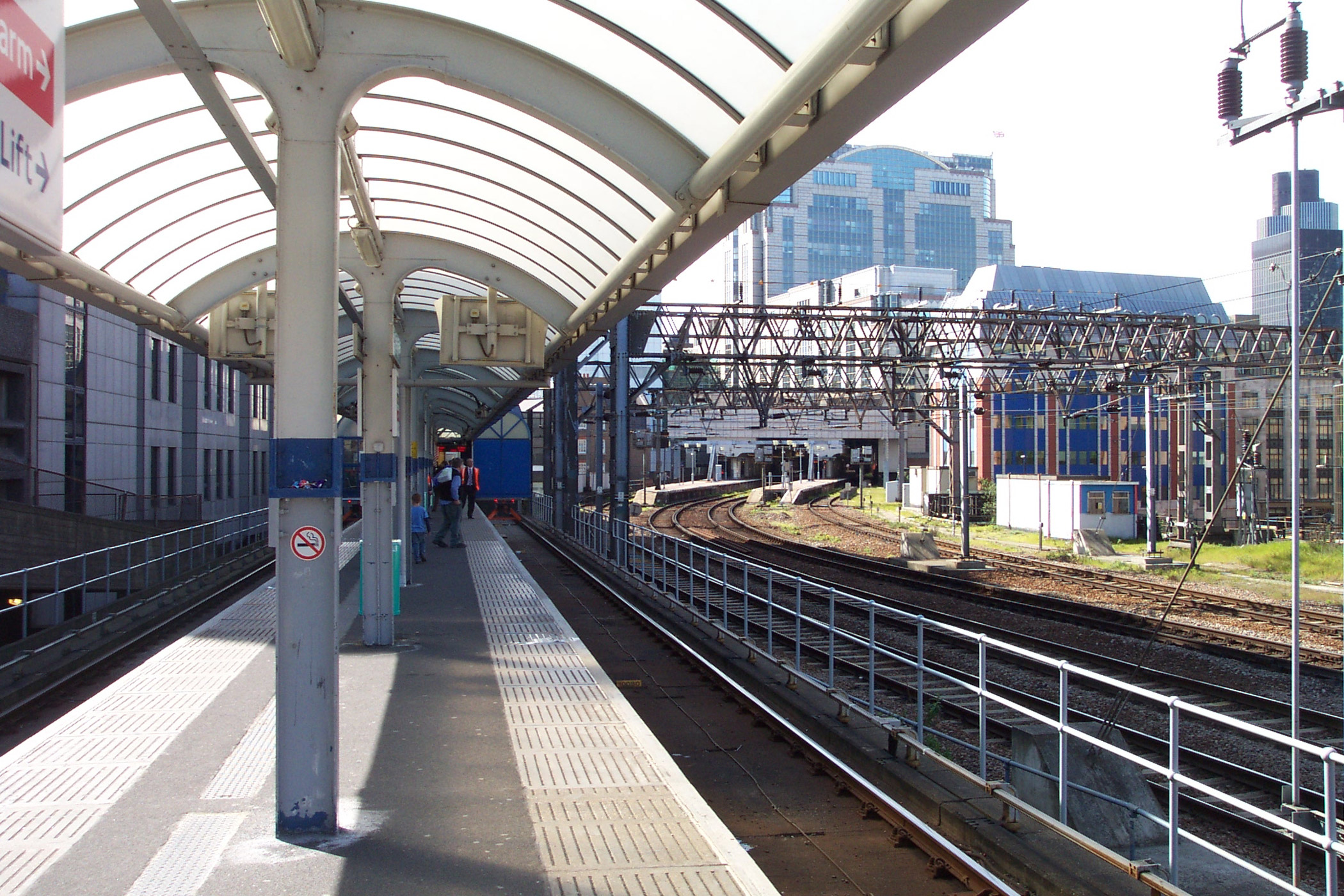
Платформа станції DLR Тауер-Гейтвей

Тауер-Гейтвей (англ. Tower Gateway (DLR)) — естакадна станція Доклендського легкого метро, розташована у Лондонському Сіті, неподалік від Тауера та Тауерського мосту. Станція побудована уздовж залізничних колій, що прямують до Фенчерч-стріт на місці закритої залізничної станції Мінорис. Станція розташована у 1-й тарифній зоні. Пасажирообіг на 2017 рік — 4.101 млн. осіб
Тауер-Гейтвей було відкрито у 1987 році як західна кінцева станція DLR.

## Пересадки
Пересадки на автобуси маршрутів: 42, 78, місцевих маршрутів 100, RV1 на нічного маршруту N551
У кроковій досяжності знаходяться станції 
- Олдгейт
- Фенчерч-стріт
- Тауер-гілл

## Операції
| Попередня станція | Лінія | Лінія                   | Лінія | Наступна станція |
| ----------------- | ----- | ----------------------- | ----- | ---------------- |
| Кінцева           |       | Доклендське легке метро |       | Шедвелл          |